# Historia rywalizacji Đokovicia i Nadala

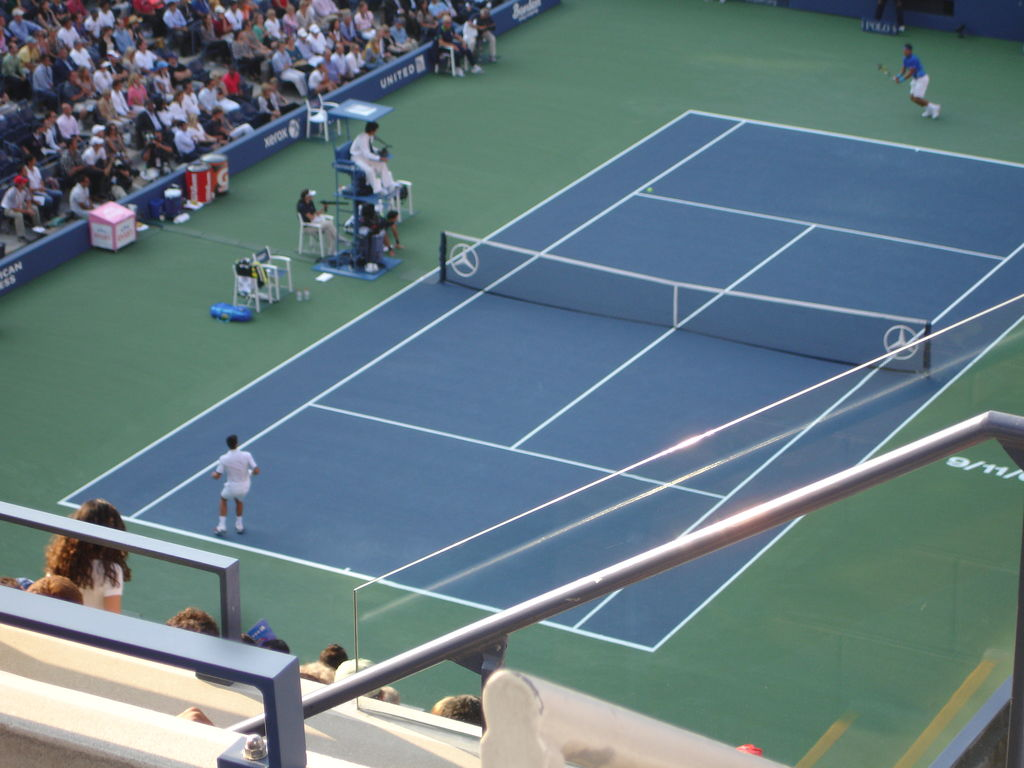
Đoković i Nadal w finale US Open 2011

Serb Novak Đoković i Hiszpan Rafael Nadal to tenisiści, którzy są rywalami na światowych kortach począwszy od 2006 roku. Nadal prowadzenie w rankingu singlowym ATP World Tour objął po raz pierwszy 18 sierpnia 2008 roku. Z przerwami utrzymał je do 4 lipca 2011, kiedy to Đoković po wygranym finale Wimbledonu został liderem. Stawce tenisistów przewodził do 8 lipca 2012 i następnie od 5 listopada 2012 do 6 października 2013, kiedy na pierwsze miejsce awansował Nadal. Ci gracze rywalizowali ze sobą w czterech finałach wielkoszlemowych z rzędu, co nie miało nigdy wcześniejszej miejsca między żadnymi innymi tenisistami. Ich finał Australian Open 2012 był powszechnie uważany za jeden z najlepszych meczów wszech czasów.

## Czynniki wyróżniające rywalizację
Oprócz ich rekordowo długich pobytów na pierwszych dwóch miejscach rankingu istnieją inne fakty wyróżniające ich rywalizację:
- Jedynie ta para w erze open spotkała się w finale każdego z czterech turniejów Wielkiego Szlema
- Jedynie ta para w erze open spotkała się w czterech finałach Wielkiego Szlema z rzędu
- Rozegrali między sobą 13 finałów turniejów rangi ATP World Tour Masters 1000
- Rozegrali między sobą 27 meczów w turniejach rangi ATP World Tour Masters 1000
- Najdłuższy finałowy pojedynek Wielkiego Szlema w erze open (podczas Australian Open 2012)
- Najdłuższy pojedynek w Australian Open (podczas Australian Open 2012)
- Najdłuższy trzysetowy pojedynek w erze open zakończony tie-breakiem w ostatnim secie (podczas Mutua Madrileña Madrid Open 2009)
- Najdłuższy trzysetowy pojedynek w erze open w turnieju rangi ATP World Tour Masters 1000 (podczas Mutua Madrileña Madrid Open 2009)
- Najwięcej porażek z rzędu lidera światowego rankingu na rzecz innego gracza (w 2011 roku lider rankingu – Nadal – został pokonany przez Đokovicia pięciokrotnie)
- Najdłużej trwający nieprzerwany mecz wielkoszlemowy (Finał Australian Open 2012)
- Najdłużej trwający nieprzerwany finał wielkoszlemowy (podczas Australian Open 2012)
- Rywalizacja znajduje się na pierwszym miejscu pod względem liczby meczów w erze open
- Jedynie ta para rywalizowała z sobą w dziewięciu z dziesięciu turniejów rangi ATP World Tour Masters 1000 (grali w Hamburgu, ale nie spotkali się w Szanghaju)

## Analiza rywalizacji
- Wszystkie mecze (60): Đoković 31–29
- Wszystkie mecze finałowe (28): Đoković 15–13
- Korty twarde: Đoković 20–7
- Korty ziemne: 9–20 Nadal
- Korty trawiaste: 2–2
- Mecze finałowe turniejów wielkoszlemowych: 4–5 Nadal
- Wszystkie mecze na turniejach wielkoszlemowych: 7–11 Nadal
  - Australian Open:  Đoković 2–0
  - French Open:  2–8 Nadal
  - Wimbledon:  Đoković 2–1
  - US Open:  1–2 Nadal
- Mecze na turniejach ATP World Tour Masters 1000: Đoković 16–13
- Mecze na turniejach ATP World Tour Finals: Đoković 3–2

## Bilans bezpośrednich pojedynków

### Đoković 31–29 Nadal[2]
Wyniki meczów w turniejach wielkoszlemowych, ATP World Tour, igrzyskach olimpijskich i Pucharze Davisa.
| Nr  | Rok  | Turniej                                                | Nawierzchnia  | Runda       | Zwycięzca | Wynik                       |
| --- | ---- | ------------------------------------------------------ | ------------- | ----------- | --------- | --------------------------- |
| 1.  | 2006 | French Open, Paryż                                     | Ceglana       | Ćwierćfinał | Nadal     | 6:4, 6:4, krecz             |
| 2.  | 2007 | Pacific Life Open, Indian Wells                        | Twarda        | Finał       | Nadal     | 6:2, 7:5                    |
| 3.  | 2007 | Sony Ericsson Open, Miami                              | Twarda        | Ćwierćfinał | Đoković   | 6:3, 6:4                    |
| 4.  | 2007 | Internazionali BNL d’Italia, Rzym                      | Ceglana       | Ćwierćfinał | Nadal     | 6:2, 6:3                    |
| 5.  | 2007 | French Open, Paryż                                     | Ceglana       | Półfinał    | Nadal     | 7:5, 6:4, 6:2               |
| 6.  | 2007 | Wimbledon, Londyn                                      | Trawiasta     | Półfinał    | Nadal     | 3:6, 6:1, 4:1 krecz         |
| 7.  | 2007 | Rogers Cup, Montreal                                   | Twarda        | Półfinał    | Đoković   | 7:5, 6:3                    |
| 8.  | 2007 | Tennis Masters Cup, Szanghaj                           | Twarda        | Round Robin | Nadal     | 6:4, 6:4                    |
| 9.  | 2008 | Pacific Life Open, Indian Wells                        | Twarda        | Półfinał    | Đoković   | 6:3, 6:2                    |
| 10. | 2008 | Masters Series Hamburg, Hamburg                        | Ceglana       | Półfinał    | Nadal     | 7:5, 2:6, 6:2               |
| 11. | 2008 | French Open, Paryż                                     | Ceglana       | Półfinał    | Nadal     | 6:4, 6:2, 7:6(3)            |
| 12. | 2008 | The Artois Championships, Londyn                       | Trawiasta     | Finał       | Nadal     | 7:6(6), 7:5                 |
| 13. | 2008 | Western & Southern Financial Group Masters, Cincinnati | Twarda        | Półfinał    | Đoković   | 6:1, 7:5                    |
| 14. | 2008 | Igrzyska olimpijskie, Pekin                            | Twarda        | Półfinał    | Nadal     | 6:4, 1:6, 6:4               |
| 15. | 2009 | Puchar Davisa, Benidorm                                | Ceglana       | Round Robin | Nadal     | 6:4, 6:4, 6:1               |
| 16. | 2009 | Masters Series Monte Carlo, Monte Carlo                | Ceglana       | Finał       | Nadal     | 6:3, 2:6, 6:1               |
| 17. | 2009 | Internazionali BNL d’Italia, Rzym                      | Ceglana       | Finał       | Nadal     | 7:6(2), 6:2                 |
| 18. | 2009 | Mutua Madrileña Madrid Open, Madryt                    | Ceglana       | Półfinał    | Nadal     | 3:6, 7:6(5), 7:6(9)         |
| 19. | 2009 | Western & Southern Financial Group Masters, Cincinnati | Twarda        | Półfinał    | Đoković   | 6:1, 6:4                    |
| 20. | 2009 | BNP Paribas Masters, Paryż                             | Twarda        | Półfinał    | Đoković   | 6:2, 6:3                    |
| 21. | 2009 | ATP World Tour Finals, Londyn                          | Twarda        | Round Robin | Đoković   | 7:6(5), 6:3                 |
| 22. | 2010 | US Open, Nowy Jork                                     | Twarda        | Finał       | Nadal     | 6:4, 5:7, 6:4, 6:2          |
| 23. | 2010 | ATP World Tour Finals, Londyn                          | Twarda        | Round Robin | Nadal     | 7:5, 6:2                    |
| 24. | 2011 | BNP Paribas Open, Indian Wells                         | Twarda        | Finał       | Đoković   | 4:6, 6:3, 6:2               |
| 25. | 2011 | Sony Ericsson Open, Miami                              | Twarda        | Finał       | Đoković   | 4:6, 6:3, 7:6(4)            |
| 26. | 2011 | Mutua Madrileña Madrid Open, Madryt                    | Ceglana       | Finał       | Đoković   | 7:5, 6:4                    |
| 27. | 2011 | Internazionali BNL d’Italia, Rzym                      | Ceglana       | Finał       | Đoković   | 6:4, 6:4                    |
| 28. | 2011 | Wimbledon, Londyn                                      | Trawiasta     | Finał       | Đoković   | 6:4, 6:1, 1:6, 6:3          |
| 29. | 2011 | US Open, Nowy Jork                                     | Twarda        | Finał       | Đoković   | 6:2, 6:4, 6:7(7), 6:1       |
| 30. | 2012 | Australian Open, Melbourne                             | Twarda        | Finał       | Đoković   | 5:7, 6:4, 6:2, 6:7(5), 7:5  |
| 31. | 2012 | Monte-Carlo Rolex Masters, Monte Carlo                 | Ceglana       | Finał       | Nadal     | 6:3, 6:1                    |
| 32. | 2012 | Internazionali BNL d’Italia, Rzym                      | Ceglana       | Finał       | Nadal     | 7:5, 6:3                    |
| 33. | 2012 | French Open, Paryż                                     | Ceglana       | Finał       | Nadal     | 6:4, 6:3, 2:6, 7:5          |
| 34. | 2013 | Monte-Carlo Rolex Masters, Monte Carlo                 | Ceglana       | Finał       | Đoković   | 6:2, 7:6(1)                 |
| 35. | 2013 | French Open, Paryż                                     | Ceglana       | Półfinał    | Nadal     | 6:4, 3:6, 6:1, 6:7(3), 9:7  |
| 36. | 2013 | Rogers Cup, Montreal                                   | Twarda        | Półfinał    | Nadal     | 6:4, 3:6, 7:6(2)            |
| 37. | 2013 | US Open, Nowy Jork                                     | Twarda        | Finał       | Nadal     | 6:2, 3:6, 6:4, 6:1          |
| 38. | 2013 | China Open, Pekin                                      | Twarda        | Finał       | Đoković   | 6:3, 6:4                    |
| 39. | 2013 | ATP World Tour Finals, Londyn                          | Twarda        | Finał       | Đoković   | 6:3, 6:4                    |
| 40. | 2014 | Sony Open Tennis, Miami                                | Twarda        | Finał       | Đoković   | 6:3, 6:3                    |
| 41. | 2014 | Internazionali BNL d’Italia, Rzym                      | Ceglana       | Finał       | Đoković   | 4:6, 6:3, 6:3               |
| 42. | 2014 | French Open, Paryż                                     | Ceglana       | Finał       | Nadal     | 3:6, 7:5, 6:2, 6:4,         |
| 43. | 2015 | Monte-Carlo Rolex Masters, Monte Carlo                 | Ceglana       | Półfinał    | Đoković   | 6:3, 6:3                    |
| 44. | 2015 | French Open, Paryż                                     | Ceglana       | Ćwierćfinał | Đoković   | 7:5, 6:3, 6:1               |
| 45. | 2015 | China Open, Pekin                                      | Twarda        | Finał       | Đoković   | 6:2, 6:2                    |
| 46. | 2015 | ATP World Tour Finals, Londyn                          | Twarda (hala) | Półfinał    | Đoković   | 6:3, 6:3                    |
| 47. | 2016 | Qatar ExxonMobil Open, Doha                            | Twarda        | Finał       | Đoković   | 6:1, 6:2                    |
| 48. | 2016 | BNP Paribas Open, Indian Wells                         | Twarda        | Półfinał    | Đoković   | 7:6(5), 6:2                 |
| 49. | 2016 | Internazionali BNL d’Italia, Rzym                      | Ceglana       | Ćwierćfinał | Đoković   | 7:5, 7:6(4)                 |
| 50. | 2017 | Mutua Madrid Open, Madryt                              | Ceglana       | Półfinał    | Nadal     | 6:2, 6:4                    |
| 51. | 2018 | Internazionali d’Italia, Rzym                          | Ceglana       | Półfinał    | Nadal     | 7:6(4), 6:3                 |
| 52. | 2018 | Wimbledon, Londyn                                      | Trawiasta     | Półfinał    | Đoković   | 6:4, 3:6, 7:6(9), 3:6, 10:8 |
| 53. | 2019 | Australian Open, Melbourne                             | Twarda        | Finał       | Đoković   | 6:3, 6:2, 6:3               |
| 54. | 2019 | Internazionali d’Italia, Rzym                          | Ceglana       | Finał       | Nadal     | 6:0, 4:6, 6:1               |
| 55. | 2020 | ATP Cup, Sydney                                        | Twarda        | Finał       | Đoković   | 6:2, 7:6(4)                 |
| 56. | 2020 | French Open, Paryż                                     | Ceglana       | Finał       | Nadal     | 6:0, 6:2, 7:5               |
| 57. | 2021 | Internazionali d’Italia, Rzym                          | Ceglana       | Finał       | Nadal     | 7:5, 1:6, 6:3               |
| 58. | 2021 | French Open, Paryż                                     | Ceglana       | Półfinał    | Đoković   | 3:6, 6:3, 7:6(4), 6:2       |
| 59. | 2022 | French Open, Paryż                                     | Ceglana       | Ćwierćfinał | Nadal     | 6:2, 4:6, 6:2, 7:6(4)       |
| 60. | 2024 | Igrzyska olimpijskie, Paryż                            | Ceglana       | 2. runda    | Đoković   | 6:1, 6:4                    |

### Legenda
Brązowy: Wielki Szlem
     biały: ATP World Tour Masters 1000
     różowy: ATP World Tour 500
     zielony: ATP World Tour 250
     czerwony: Puchar Davisa
     złoty: igrzyska olimpijskie
     niebieski: ATP World Tour Finals
     fioletowy: ATP Cup